# Nannoscincus exos
Nannoscincus exos là một loài thằn lằn trong họ Scincidae. Loài này được Bauer & Sadlier mô tả khoa học đầu tiên năm 2000.